# W strefie cienia
W strefie cienia – brytyjski kryminał z 1998 roku.

## Główne role
- Michael Caine - Haskell
- James Fox - Landon-Higgins
- Matthew Pochin - Edward Joffrey
- Rae Baker - Julie
- Kenneth Colley - Larcombe
- Christopher Cazenove - Melchior
- Rupert Frazer - Maunder
- Leslie Grantham - Liney
- Tim Healy - Daltrey
- Emma Reeve - Victoria Robertson
- Katherine Reeve - Zee Robertson
- Angela Douglas - Bridget
- Maurice Thorogood - Walter
- Richard Tuck - Morton
- John Bray - Hallam
- Christopher Morgan - Weller
- Khan Bonfils - Baz
- Phil Swinburne - Jacko
- Paul Conde - Paul
- John Ironstone - Nanny
- John Ogilvie - Maynard
- Neil France - Renwick

## Fabuła
Edward Joffrey to kilkunastoletni uczeń szkoły katolickiej. Gruby, śpiewający w chórze kościelnym jest obiektem ataków i kpin rówieśników, którzy znęcają się nad nim psychicznie. Pewnego dnia chłopak jest świadkiem podłożenia ładunku pod furgonetkę na odludziu. Chłopak zostaje zaskoczony przez Haskella. Ten mu wręcza banknot, dając mu do zrozumienia, że kupuje jego milczenie. Gdy chłopak wraca do szkoły opowiada o zajściu, ale nikt mu nie wierzy. Nawet dyrektor uważa jego relację za fantazję. Ale to co widział Edward było przygotowaniem do wielkiego skoku. Haskell na zlecenie arystokratycznego Landona-Higginsa na napaść na furgon przewożący pieniądze i papiery wartościowe. Furgonetka będzie jechać z silną eskortą, a napad ma być przeprowadzony w biały dzień w zaułku katedry. Bandyci mają dokonać napadu w czasie przerwy w łączności radiowej między kierowcą a ochroniarzami...